# 金正恩著作
金正恩（1984年1月8日生）在金正日逝世后接掌大权，成为朝鲜民主主义人民共和国的第三代最高领导人。本頁面記錄金正恩發表的演講、論述及談話。目前金正恩有两篇著作集：2012年著作集《向最后的胜利前进》和收录金正恩在2013年和2014年所发表之作品的《为了建设强盛大国》。在朝鲜，金正恩的作品被尊为教条，并常引用于政治宣传之中。至今，金正恩的作品在很大程度上已不再提及主体思想。

## 发表
2012年4月15日，时值金日成百年诞辰，金正恩在公共场合发表讲话《更高地举起先军旗帜为争取最后胜利奋勇前进》。此前金正恩已经发表两篇讲话，分别是于当年3月26日发表的《致全体深切哀悼金正日将军逝世的人民军官兵和人民》当年4月11日朝鲜劳动党第四次代表会议前不久发表的《竭诚拥戴伟大的金正日同志做我们党永恒的总书记，胜利完成主体革命事业》以及4月20日發表之《伟大的金日成同志是我们党和我国人民永恒的领袖》尊金正日为“朝鲜劳动党永远的总书记”。此類著作以“颂歌”形式总结金日成和金正日的成就。
为哀悼金正日，金正恩未在2012年发布新年致辭，但隨後金正恩仍持續這一朝鮮最高領導人的传统；在朝鲜领导人的非官方演讲中，新年致辭地位仅次于在重大党内活动中发表的演讲。金正日统治期间未在公共場合发表新年致辭講話，但每年报纸都会刊登新年社论。
| 发表日期                  | 作品名 | 参考文献      |
| ------------------------- | --- | ------------- |
| 2012年3月26日             | 致全体深切哀悼金正日将军逝世的人民军官兵和人民 김정일장군님의 서거에 심심한 애도의 뜻을 표시하여준 전체 인민군장병들과 인민들에게 감사문                 | [ 7 ]         |
| 2012年4月6日              | 竭诚拥戴伟大的金正日同志做我们党永恒的总书记，胜利完成主体革命事业                                                                                       | [ 11 ] [ 12 ] |
| 2012年4月15日             | 更高地举起先军旗帜为争取最后胜利奋勇前进 | [ 11 ] [ 12 ] |
| 2012年4月20日             | 伟大的金日成同志是我们党和我国人民永恒的领袖 | [ 11 ] [ 12 ] |
| 2012年4月27日             | 适应强盛国家建设的要求，使国土管理工作发生革命性变化 | [ 11 ] [ 12 ] |
| 2012年6月6日              | 要做支承强盛朝鲜的柱子 | [ 13 ] [ 12 ] |
| 2012年7月26日             | 体现金正日爱国主义，促进富强祖国建设 | [ 11 ] [ 14 ] |
| 2012年10月12日            | 革命烈士子女要做坚决继承万景台血统、白头山血统的先军革命的可靠骨干                                                                                       | [ 11 ] [ 12 ] |
| 2012年12月1日             | 我国社会科学要为实现全社会的金日成金正日主义化而做出积极贡献 우리의 사회과학은 온 사회의 김일성-김정일주의화위업수행에 적극 이바지하여야 한다            | [ 15 ]        |
| 2013年1月1日              | 新年辞 | [ 7 ] [ 16 ]  |
| 2013年1月29日             | 在朝鲜劳动党第四次小组秘书会议上的讲话 조선로동당 제4차 세포비서대회에서 하신 연설                                                                       | [ 7 ]         |
| 2013年3月31日             | 在朝鲜劳动党中央委员会2013年3月全体会议上的结论 | [ 13 ] [ 17 ] |
| 2013年3月31日             | 在朝鲜劳动党中央委员会2013年3月全体会议上的报告 조선로동당 중앙위원회 2013년 3월 전원회의에서 하신 보고                                                  | [ 7 ]         |
| 2013年6月4日              | 创造马息岭速度，在社会主义建设的方方面线开启新的鼎盛时期 마식령 속도를 창조해 사회주의건설의 모든 전선에서 새로운 전성기를 열어나가자                    | [ 18 ]        |
| 2013年8月25日             | 永远发扬光大金正日同志的伟大先军革命思想和业绩 | [ 13 ] [ 17 ] |
| 2013年12月8日             | 切实体现党的主体建筑思想，迎来建设的大繁荣期 | [ 13 ] [ 17 ] |
| 2014年1月1日              | 新年辞 | [ 19 ] [ 20 ] |
| 2014年2月6日              | 高举社会主义农村提纲的旗帜，在农业生产中大搞革新 | [ 13 ] [ 17 ] |
| 2014年2月25日             | 以革命性思想攻势促进最后胜利 | [ 13 ] [ 17 ] |
| 2014年5月25日             | 遵循伟大的金正日同志的意旨迎来旅日朝鲜人运动新的全盛期                                                                                                   | [ 21 ] [ 22 ] |
| 2014年9月18日             | 青年要做无限忠于党的先军革命事业的先锋战士 | [ 13 ] [ 17 ] |
| 2014年10月24日            | 民族遗产保护工作是弘扬我们民族的历史和传统的爱国事业 | [ 13 ] [ 17 ] |
| 2014年10月27日            | 以白头山革命精神、白头山凛冽寒风精神生活和斗争 | [ 15 ] [ 14 ] |
| 2015年1月1日              | 新年辞 | [ 23 ] [ 24 ] |
| 2015年1月28日             | 促进洗浦地区畜产基地建设，使畜牧业发展发生新的变化 | [ 21 ] [ 17 ] |
| 2015年2月26日             | 全党、全军、全民要大力进行恢复山林的战斗，使祖国的山野树林茂盛                                                                                           | [ 21 ] [ 22 ] |
| 2015年3月25日             | 要以白头山的革命精神迎来体育强国建设的新的全盛期 | [ 21 ] [ 22 ] |
| 2015年5月25日             | 遵循伟大的金正日同志的意旨迎来旅日朝鲜人运动新的全盛期 위대한 김정일동지의 뜻을 받들어 재일조선인운동의 새로운 전성기를 열어나가자                       | [ 25 ]        |
| 2015年7月25日             | 参战老兵是创造不屈的保卫祖国精神的宝贵的革命先辈 | [ 21 ] [ 22 ] |
| 2015年10月3日             | 白头山英雄青年发电站是引以自豪的青春大纪念碑、青年强国的象征                                                                                             | [ 21 ] [ 22 ] |
| 2015年10月4日             | 伟大的金日成金正日同志党的事业是不可战胜的 | [ 21 ] [ 22 ] |
| 2015年10月10日            | 对人民群众的忘我服务是朝鲜劳动党的存在方式，是战无不胜的力量源泉                                                                                         | [ 21 ] [ 22 ] |
| 2015年11月20日            | 要适应革命发展的要求使争获三大革命红旗运动发生根本变化                                                                                                   | [ 15 ] [ 22 ] |
| 2016年1月1日              | 新年辞 | [ 7 ] [ 26 ]  |
| 2016年5月6日 2016年5月7日 | 在朝鲜劳动党第七次代表大会上的报告 | [ 7 ]         |
| 2016年8月28日             | 开创金日成金正日主义青年运动的鼎盛期 | [ 15 ] [ 14 ] |
| 2016年9月27日             | 关于主体革命的新时代金日成综合大学的基本任务 | [ 15 ] [ 14 ] |
| 2016年10月25日            | 金日成金正日工人阶级的时代任务与职业同盟组织的任务 | [ 15 ] [ 14 ] |
| 2016年11月17日            | 跟着全社会金日成金正日主义化旗帜进一步加强妇女同盟的工作                                                                                                 | [ 15 ] [ 14 ] |
| 2016年12月6日             | 在主体的社会主义事业中提高农业劳动者同盟的作用 | [ 15 ] [ 14 ] |
| 2017年1月1日              | 新年辞 | [ 27 ] [ 28 ] |
| 2017年6月6日              | 少年团员要争做社会主义祖国的好儿女和少年革命家 | [ 15 ] [ 14 ] |
| 2018年1月1日              | 新年辞 | [ 29 ] [ 30 ] |
| 2018年2月8日              | 在人民军建立70周年之际 | [ 15 ]        |
| 2019年1月1日              | 新年辞 | [ 31 ] [ 32 ] |
| 2019年3月6日              | 以崭新的宣传力度，让革命的前进动力倍增 | [ 33 ] [ 34 ] |
| 2019年4月12日             | 关于现阶段的社会主义建设和共和国政府的对内外政策 | [ 35 ] [ 36 ] |
| 2019年8月22日             | 教师应履行职业革命者的职责，贯彻党关于彻底改革教育的政策                                                                                                 | [ 37 ]        |
| 2020年3月17日             | 在建党七十五周年之际出色地建设平壤综合医院 | [ 21 ]        |
| 2020年7月27日             | 伟大胜利者的功勋永垂不朽 | [ 15 ]        |
| 2020年10月10日            | 在庆祝朝鲜劳动党成立75周年阅兵式上的讲话 | [ 15 ]        |
| 2021年1月5日              | 朝鲜劳动党第八次代表大会开幕词 | [ 15 ]        |
| 2021年1月12日             | 在朝鲜劳动党第八次代表大会上的结论 | [ 15 ]        |
| 2021年1月12日             | 朝鲜劳动党第八次代表大会闭幕词 | [ 15 ]        |
| 2021年3月23日             | 修建5万套住宅，再次使我国首都面貌焕然一新 5만세대 살림집건설로 우리 수도를 다시한번 웅장하게 변모시키자                                                  | [ 38 ]        |
| 2021年4月6日              | 朝鲜劳动党第六次支部书记大会开幕词 | [ 39 ] [ 40 ] |
| 2021年4月8日              | 关于当前加强党组织的重要任务 | [ 41 ]        |
| 2021年4月29日             | 在奔向革命事业新胜利的历史性进军路上高度发挥社会主义爱国青年同盟的威力 혁명의 새 승리를 향한 역사적 진군에서 사회주의애국청년동맹의 위력을 힘있게 떨치라 | [ 42 ]        |

## 出版
- 《向最后的胜利前进》2012年著作集
- 《为了建设强盛大国》2013年和2014年著作集
- 《跟着全社会金日成金正日主义化旗帜进一步加强妇女同盟的工作》2017年中文版，朝鲜外文出版社
- 《朝鲜劳动党是为人民服务的党》2020年中文版，朝鲜外文出版社

### 引用
1. ↑  Corfield, Justin. . . London: Anthem Press. 2014: 96–97. ISBN 978-1-78308-341-1.
2. ↑  Denney, Green & Cathcart 2016，第54n8頁.
3. 1 2  Kim Jong-un. . Pyongyang: Foreign Languages Publishing House. 2016.
4. 1 2  Myers 2015，第212頁.
5. ↑  Myers 2015，第212, 214頁.
6. ↑  . BBC. 2012-04-15  [2018-05-12]. （原始内容存档于2022-10-08）.
7. 1 2 3 4 5 6 7  . Tokyo: International Institute of the Juche Idea.   [2018-06-12]. （原始内容存档于2014-10-09）.
8. ↑  Cathcart 2016，第12頁.
9. ↑  . Seoul: Institute for Unification Education, Ministry of Unification. 2015. Table 2–3. GGKEY Q35FXTAE44S.
10. ↑  Tertitskiy, Fyodor. . NK News. 2017-12-29  [2018-10-08]. （原始内容存档于2019-07-22）.
11. 1 2 3 4 5 6  "Kim Jong Un's Works"，第4頁
12. 1 2 3 4 5 6  "경애하는 최고령도자 김정은동지의 로작"，第4頁
13. 1 2 3 4 5 6 7 8  "Kim Jong Un's Works"，第3頁
14. 1 2 3 4 5 6 7 8  "경애하는 최고령도자 김정은동지의 로작"，第1頁
15. 1 2 3 4 5 6 7 8 9 10 11 12 13 14 15  "Kim Jong Un's Works"，第1頁
16. ↑  . KCNA. 2013-01-10. （原始内容存档于2014-10-12） （韩语）.
17. 1 2 3 4 5 6 7 8  "경애하는 최고령도자 김정은동지의 로작"，第3頁
18. ↑  Kim Tae-sik. . Yonhap. 2014-06-12  [2020-10-19]. （原始内容存档于2022-12-22）. |number=被忽略 (帮助)
19. ↑  . Pyongyang. KCNA. 2014-01-01. （原始内容存档于2017-09-08）.
20. ↑  . KCNA. 2014-01-18. （原始内容存档于2014-10-11） （韩语）.
21. 1 2 3 4 5 6 7 8 9  "Kim Jong Un's Works"，第2頁
22. 1 2 3 4 5 6 7 8  "경애하는 최고령도자 김정은동지의 로작"，第2頁
23. ↑  . Pyongyang. KCNA. 2015-01-01. （原始内容存档于2017-09-08）.
24. ↑  . KCNA. 2015-01-01 （韩语）.[]
25. ↑  . KCNA. 2015-05-26. （原始内容存档于2019-11-24）.
26. ↑  . KCNA. 2016-01-05  [2018-10-10]. （原始内容存档于2018-10-10） –KCNA Watch （韩语）.
27. ↑  . Pyongyang. KCNA. 2017-01-02. （原始内容存档于2017-09-08）.
28. ↑  . KCNA. 2017-01-05  [2018-10-10]. （原始内容存档于2018-10-10） –KCNA Watch （韩语）.
29. ↑  . Pyongyang. KCNA. 2018-01-01. （原始内容存档于2018-05-01）.
30. ↑  . KCNA. 2018-01-01  [2018-10-10]. （原始内容存档于2018-10-10） –KCNA Watch （韩语）.
31. ↑  . Pyongyang. KCNA. 2019-01-18. （原始内容存档于2019-01-21）.
32. ↑  . KCNA. 2019-01-01. （原始内容存档于2019-01-17） （韩语）.
33. ↑  . Naenara. 2019-03-09  [2019-05-30].
34. ↑  . Choson Sinbo. 2019-03-09  [2019-05-30]. （原始内容存档于2023-06-03） （韩语）.
35. ↑  Kim Jong-un.  (PDF). NCNK. 2019-04-12  [2019-05-30]. （原始内容存档 (PDF)于2023-06-05）.
36. ↑  Kim Jong-un. . Uriminzokkiri. 2019-04-12  [2019-05-30]. （原始内容存档于2022-12-22） （韩语）.
37. ↑  . The Pyongyang Times. 2019-09-04  [2020-10-16]. （原始内容存档于2022-12-22） –KCNA Watch.
38. ↑  . Minju Choson. 2021-03-24  [2021-05-08]. （原始内容存档于2022-12-24） –KCNA Watch.
39. ↑  . Xinhua. 2021-04-07  [2021-05-08]. （原始内容存档于2022-12-24）.
40. ↑  . Naenara. 2021-04-07.
41. ↑  . Rodong Sinmun. 2021-04-09  [2021-05-08]. （原始内容存档于2022-12-22） –KCNA Watch.
42. ↑  . Rodong Sinmun. 2021-04-30  [2021-05-08]. （原始内容存档于2022-12-22） –KCNA Watch.